# Сусуя
Сусуя — одна из двух крупнейших рек на юге Сахалина (наряду с рекой Лютога). На Сусуе стоит административный центр острова Сахалин — Южно-Сахалинск.

## Этимология
Названия Сусунайской низменности, где расположен Южно-Сахалинск, а также Сусунайского хребта поблизости, образовались от названия реки. По поводу происхождения названия реки есть несколько гипотез; все они выводят название из айнского языка.
По мнению доктора филологических наук К. М. Браславец, «сусу» в слове происходит от айнского «проход», а «я» — от айнского «скалистый берег», то есть сусуя — это «проход к скалистому берегу».

## Гидрология
Исток реки расположен на восточном склоне Мицульского хребта у подножия горы Светлой. Сусуя впадает в Охотское море (бухта Лососей).
Длина реки составляет 83 километра (по другим источникам, 105 километров), площадь водосбора 823 квадратных километра, падение реки 500 метров со средним уклоном 0,60 %.
В верхнем и среднем течении реки у её бассейна более развита правобережная часть, а в нижнем течении — левобережная. Бассейн вытянут с севера на юг; его длина 53 километра, средняя ширина 16 километров, а наибольшая ширина 30 км.
Водный режим Сусуи характеризуется половодьем и паводками. Питание реки смешанное, в основном снеговое (талые воды составляют 50-60 % годового стока). Грунтовое питание реки составляет 15—20 % объёма стока и устойчиво в течение года.
Половодье проходит с середины апреля до конца мая — начала июня; пик приходится на первую декаду мая. Летне-осенняя межень продолжается лишь 20—30 дней, часто прерывается паводками. Зимняя межень продолжается со второй половины ноября — начала декабря, средняя длительность её от 120 до 140 дней. Зимняя межень характеризуется низким устойчивым стоком.
Оледенение реки начинается в верхнем течении реки во второй половине ноября; на этом участке лёд устанавливается в начале декабря. К середине декабря ледостав происходит по всей реке, а также на прилегающей акватории залива Анива.
Вода реки относятся к гидрокарбонатному классу группы кальция (категория мягких вод).

## Притоки
Правые:
- Апреловка (14 км)
- Вахрушевка (30 км)
- Владимировка (24 км)
- Имановка (11 км)
- Магомедка (41 км)
- Маяковского (17 км)
- Синяя (Синегорка) (78 км)
- Средняя (37 км)

Левые:
- Еланька (11 км)
- Красносельская (25 км)
- Хомутовка (Марковка) (19 км)
- Христофоровка (17 км)